# Dolly Wells
Dolly Wells, all'anagrafe Dorothy Perpetua Gatacre (Londra, 5 dicembre 1971) è un'attrice e sceneggiatrice britannica.

## Biografia
Dolly Wells è nata nel quartiere londinese di Merton, figlia di John Wells e cugina di Anna Chancellor.
Prima di diventare attrice ha lavorato come giornalista e critica per l'Evening Standard.
Wells è stata sposata con Mischa Richter dal 2000 al 2022 e la coppia ha avuto due figli.

## Filmografia parziale

### Attrice

#### Cinema
- Il diario di Bridget Jones (Bridget Jones's Diary), regia di Sharon Maguire (2001)
- Morvern Callar, regia di Lynne Ramsay (2002)
- Il profumo delle campanule (I Capture the Castle), regia di Tim Fywell (2003)
- Franklyn, regia di Gerald McMorrow (2008)
- Mr. Right, regia di David Morris e Jacqui Morris (2009)
- 45 anni (45 Years), regia di Andrew Haigh (2015)
- PPZ - Pride + Prejudice + Zombies (Pride and Prejudice and Zombies), regia di Burr Steers (2016)
- Bridget Jones's Baby, regia di Sharon Maguire (2016)
- 40 sono i nuovi 20 (Home Again), regia di Hallie Meyers-Shyer (2017)
- Un viaggio stupefacente (Boundaries), regia di Shana Feste (2018)
- Copia originale (Can You Ever Forgive Me?), regia di Marielle Heller (2018)
- Babygirl, regia di Halina Reijn (2024)
- Bridget Jones - Un amore di ragazzo (Bridget Jones: Mad About the Boy), regia di Michael Morris (2025)

#### Televisione
- Metropolitan Police (The Bill) – serie TV, 1 episodio (1997)
- L'ispettore Barnaby (Midsomer Murders) – serie TV, episodio 1x05 (1998)
- Guerra imminente (The Gathering Storm), regia di Richard Loncraine – film TV (2002)
- Peep Show – serie TV, 2 episodi (2003-2008)
- Doctors – serial TV, una puntata (2006)
- The Mighty Boosh – serie TV, 1 episodio (2007)
- IT Crowd (The IT Crowd) – serie TV, 2 episodi (2007-2010)
- Casualty – serie TV, 1 episodio (2012)
- Doll & Em – serie TV, 12 episodi (2014-2016)
- Younger – serie TV, 1 episodio (2016)
- Portlandia – serie TV, 1 episodio (2018)
- Room 104 – serie TV, 1 episodio (2018)
- Dracula, regia di Jonny Campbell, Damon Thomas e Paul McGuigan – miniserie TV (2020)
- The Pursuit of Love - Rincorrendo l'amore (The Pursuit of Love), regia di Emily Mortimer – miniserie TV (2021)
- Il giro del mondo in 80 giorni (Around the World in 80 Days) – miniserie TV, puntata 8 (2021)
- Inside Man, regia di Paul McGuigan – miniserie TV (2022)
- And Just Like That... – serie TV, 12 episodi (2023-2025)
- Le avventure senza capo né coda di Dick Turpin (The Completely Made-Up Adventures of Dick Turpin) – serie TV, 5 episodi (2024)
- Hacks – serie TV, episodio 3x03 (2024)

### Sceneggiatrice
- Doll & Em – serie TV, 12 episodi (2014-2016)

## Doppiatrici italiane
Nelle versioni in italiano delle opere in cui ha recitato, Dolly Wells è stata doppiata da:
- Tiziana Avarista in PPZ - Pride + Prejudice + Zombies, Inside Man
- Valeria Perilli in The Pursuit of Love - Rincorrendo l'amore
- Laura Romano in Il giro del mondo in 80 giorni
- Sabrina Duranti in Copia originale
- Benedetta Degli Innocenti in Dracula
- Emanuela Damasio in And Just Like That...

## Ascendenza
|                            |                            |                                 | Genitori                                     |  |  | Nonni |  |  | Bisnonni |  |  | Trisnonni |  |
|                            |                            |                                 |                                              |  |  |       |  |  | …        |  |  | …         |  |
|                            |                            |                                 |                                              |  |  |       |  |  | …        |  |  | …         |  |
|                            |                            | …                               |                                              |  |  |       |  |  | …        |  |  |           |  |
| rev. Eric George Wells     |                            |                                 |                                              |  |  |       |  |  | …        |  |  |           |  |
|                            |                            | …                               | …                                            |  |  |       |  |  |          |  |  |           |  |
|                            |                            | …                               | …                                            |  |  |       |  |  |          |  |  |           |  |
|                            |                            | …                               | …                                            |  |  |       |  |  |          |  |  |           |  |
| John Wells                 |                            | …                               |                                              |  |  |       |  |  |          |  |  |           |  |
|                            |                            | …                               | …                                            |  |  |       |  |  |          |  |  |           |  |
|                            |                            | …                               | …                                            |  |  |       |  |  |          |  |  |           |  |
|                            |                            | …                               | …                                            |  |  |       |  |  |          |  |  |           |  |
| Dorothy Amy Thompson       |                            | …                               |                                              |  |  |       |  |  |          |  |  |           |  |
|                            |                            | …                               | …                                            |  |  |       |  |  |          |  |  |           |  |
|                            |                            | …                               | …                                            |  |  |       |  |  |          |  |  |           |  |
|                            |                            | …                               | …                                            |  |  |       |  |  |          |  |  |           |  |
| Dolly Wells                |                            | …                               |                                              |  |  |       |  |  |          |  |  |           |  |
|                            | sir John Robert Chancellor | Edward Chancellor               |                                              |  |  |       |  |  |          |  |  |           |  |
|                            | sir John Robert Chancellor | Edward Chancellor               |                                              |  |  |       |  |  |          |  |  |           |  |
|                            | sir John Robert Chancellor | Anne Helen Tod                  |                                              |  |  |       |  |  |          |  |  |           |  |
| sir Christopher Chancellor | sir John Robert Chancellor |                                 |                                              |  |  |       |  |  |          |  |  |           |  |
|                            |                            | Mary Elizabeth Howard Thompson  | George Rodie Thompson                        |  |  |       |  |  |          |  |  |           |  |
|                            |                            | Mary Elizabeth Howard Thompson  | George Rodie Thompson                        |  |  |       |  |  |          |  |  |           |  |
|                            |                            | Mary Elizabeth Howard Thompson  | Alice Howard Barber                          |  |  |       |  |  |          |  |  |           |  |
| Teresa Chancellor          |                            | Mary Elizabeth Howard Thompson  |                                              |  |  |       |  |  |          |  |  |           |  |
|                            |                            | sir Richard Paget, II baronetto | sir Richard Paget, I baronetto               |  |  |       |  |  |          |  |  |           |  |
|                            |                            | sir Richard Paget, II baronetto | sir Richard Paget, I baronetto               |  |  |       |  |  |          |  |  |           |  |
|                            |                            | sir Richard Paget, II baronetto | Caroline Isabel Surtees                      |  |  |       |  |  |          |  |  |           |  |
| Sylvia Mary Paget          |                            | sir Richard Paget, II baronetto |                                              |  |  |       |  |  |          |  |  |           |  |
|                            |                            | lady Muriel Finch-Hatton        | Murray Finch-Hatton, XII conte di Winchilsea |  |  |       |  |  |          |  |  |           |  |
|                            |                            | lady Muriel Finch-Hatton        | Murray Finch-Hatton, XII conte di Winchilsea |  |  |       |  |  |          |  |  |           |  |
|                            |                            | lady Muriel Finch-Hatton        | Edith Vernon Harcourt                        |  |  |       |  |  |          |  |  |           |  |
|                            |                            | lady Muriel Finch-Hatton        |                                              |  |  |       |  |  |          |  |  |           |  |